# Michael van Walt van Praag
Michael van Walt van Praag (Brussel·les, 12 de novembre de 1951) és un advocat especialitzat en la resolució de conflictes internacionals, diplomàtic, politòleg i professor de dret internacional neerlandès.
Format als Estats Units i als Països Baixos, el 1979 cursà un màster en Dret per la Universitat Estatal Wayne de Michigan, i el 1980 un altre a la Universitat d'Utrecht, on posteriorment es doctorà. La seva activitat professional s'ha centrat en la confrontació de minories etnico-nacionals i estats. Ha destacat en l'aprofundiment del concepte i l'aplicació de l'autodeterminació. Així, ha estat especialment actiu en la problemàtica del Tibet, on entre els anys 1976 i 1982 fou director de l'Oficina de Coordinació d'Afers Tibetans. Des del 1984 és assessor jurídic del dalai-lama i del Govern tibetà a l'exili. Va coordinar el 1973 les visites del líder tibetà a Europa, el 1979 als Estats Units i el 1986 a Llatinoamèrica. Ha actuat també com a mediador i assessor en altres conflictes semblants, com el d'Abkhàzia-Geòrgia durant els anys 1994 i 1996, el de Txetxènia-Rússia entre 1995 i 1997, el de illa de Bougainville-Nova Guinea entre 1995 i 1996, i al del Govern de transició de Timor Oriental entre el 2001 i el 2002.
Ha ocupat càrrecs a l'Organització de les Nacions Unides, com el de consultor del Programa de les Nacions Unides per al Desenvolupament (PNUD) als pobles indígenes de la República de Sakhà (Iacútia) durant els anys 1995 i 1996, o el de secretari general de l'Organització de Nacions i Pobles No Representats entre 1991 i 1998, que l'ha dut a participar en missions a Kosovo (1992), Abkhàzia (1992 i 1993), Txuvàixia (1993), Crimea (1993), República de Macedònia (avui, Macedònia del Nord), Albània i Grècia (1994 i 1995), Ruanda (1994), Taiwan (1994), el poble Lakota, als Estats Units (1996), Hawaii (1996) i Zanzíbar (1997). També ha estat membre del consell de recerca per a l'ajuda al desenvolupament, depenent del ministeri d'afers estrangers dels Països Baixos (1997-2007). Paral·lelament, ha ensenyat a les universitats de Califòrnia (1983-84) i a la Golden Gate University School of Law de San Francisco. És també cofundador i president executiu de Kreddha-Consell Internacional d'Estats, Pobles i Minories per la Pau. Ha treballat amb consultories jurídiques privades com a assessor d'empreses en temes mediambientals, arbitris internacionals, entre altres activitats.

## Publicacions
- The Status of Tibet: History, Rights and Prospects in International Law (1987)[1]
- Population Transfer and the Survival of the Tibetan Identity (1988)[2]
- RAWOO Report on Local Approaches to Post Conflict Management (1999)[2]
- The Implementation of the Right to Self-Determination as a Contribution to Conflict Prevention (1999)[1]
- Mobilizing Knowledge for Post-Conflict Development and Development at the Local Level (2000)[1]

## Reconeixements
- Jessup International Moot Court Competition (1978)[2]
- D. J. Dykhouse Scholarship for the Advanced Study of Law (1978-1979)[2]
- World Gratitude Prize for Peace (1995)[1]
- Premi Internacional Ramon Llull, atorgat per l'Institut Ramon Llull (2008)[1]